# Союз Українських Студентських Товариств Америки
Спілка Українських Студентських Товариств Америки (СУСТА) — заснована 1953 року в Нью-Йорку центральна організація українського студентства в США, яка об'єднує студентські громади при університетах і коледжах. Основними функціями організації є представлення інтересів українських студентів, допомога молоді у студентському житті, сприяння міжнародному взаєморозумінню, інформування про Україну та популяризація української культури в США. СУСТА є членом Центрального Союзу Українського Студенства (ЦеСУС) та Українського Конгресового Комітету Америки (УККА), тісно співпрацює зі Союзом Українських Студентів Канади (СУСК).

## Мета
СУСТА організує допомогу незаможним українським студентам, репрезентує та обороняє українські справи на міжнародних форумах, домагається викладання українознавства в університетах США. З давніх часів СУСТА влаштовує студентські ідеологічні конгреси, літні студійні, високошкільні і середньошкільні конференції.

## Історія
1954 року з ініціативи СУСТА створено постійний Український Студентський Фонд (очолював Роман Смаль-Стоцький).
1958 року було організовано Фонд Катедр Українознавства (голова С. Химич), праця якого завершилася започаткуванням 1970 року 3-х кафедр українських студій при Гарвардському Університеті, які 1973 року зорганізовані в Український науковий інститут Гарвардського університету.
СУСТА бере участь у конгресах Національної Студентської Асоціації США (USNSA), який 1959 року організував міжнародну конференцію студентства поневолених російським комуно-більшовизмом народів. Друкованими виданнями СУСТА в 1950-1960-х роках були розділ «Студентська Думка» газети «Свобода» та «Горизонти». З 1930-х років членами СУСТА є ТУСК «Обнова», ОУАТ «Зарево», ТУСМ і Студентська Секція ОДУМ.
Після довгого часу неактивності група українських представників з Гарвардського, Ратгерського, Мічиганського, Віллановського університетів відновила 2006 року діяльність СУСТА. У 2008 та 2010 роках пройшли конференції СУСТА в університетах по всій території США.
20 липня 2013 року Центральний Провід СУСТА організував конференцію в Нью-Йорку, на якій були присутні представники з різних куточків країни (зокрема Нью-Йорка, Нью-Джерсі, Філадельфії, Камбріджу, Чикаго та Сієтла). На конференції провід представив, зокрема, стратегічний план розбудови мережі СУСТА в багатьох університетах, у США в цілому. Також було обговорено питання співпраці з іншими студентськими організаціями на території США та за межами країни. На форумі прийнято рішення про формування регіональних осередків в штатах Нью-Йорк, Нью-Джерсі, Пенсильванія, Вашингтон, Каліфорнія, Іллінойс, Флорида, Массачусетс, Мічиган та Коннектикут.

### Президенти СУСТА

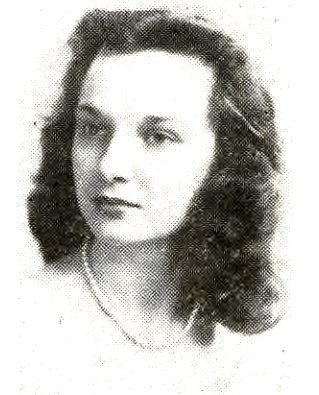
Елеонора Кульчицька (1891 — 1980) — перший президент СУСТА.